# Da złuczeńnia
Da złuczeńnia (biał.: Да злучэньня) – jedno z dwóch białoruskojęzycznych czasopism propagujących Kościół katolicki obrządku bizantyjsko-słowiańskiego, wydawane w latach 1932–1936 w Wilnie.